# El golpe (película de 1973)
El golpe (en inglés, The Sting) es una película estadounidense de 1973 dirigida por George Roy Hill. La película reunió de nuevo a Paul Newman y Robert Redford después de su trabajo conjunto en Butch Cassidy and the Sundance Kid.
La película fue nominada a diez premios Óscar y ganó siete, entre ellos el Óscar a la mejor película.

## Sinopsis
La película tiene lugar en 1936, en el apogeo de la Gran Depresión. Johnny Hooker (Robert Redford), un estafador en Joliet (Illinois), usa el "timo de la estampita" para robarle a una víctima confiada, con la ayuda de sus socios Luther Coleman (Robert Earl Jones) y Joe Erie (Jack Kehoe). Alentado por la ganancia inesperada, Luther anuncia su retiro y aconseja a Hooker que busque a un viejo amigo, Henry Gondorff (Paul Newman), en Chicago, para enseñarle "el gran engaño". La película trata sobre la amistad que se desarrolla entre Henry Gondorff y Johnny Hooker, dos timadores que están decididos a vengar la muerte de su amigo Luther, asesinado por un peligroso mafioso, Doyle Lonnegan (Robert Shaw), para vengarse por el robo del dinero del principio de la película, que le pertenecía.

## Reparto
- Paul Newman como Henry Shaw Gondorff.
- Robert Redford como Johnny Kelly Hooker.
- Robert Shaw como Doyle Lonnegan.
- Charles Durning como el teniente William Snyder.
- Ray Walston como J.J. Singleton.
- Eileen Brennan como Billie.
- Harold Gould como Kid Twist.
- John Heffernan como Eddie Niles.
- Dana Elcar como Polk, el agente del FBI.
- James J. Sloyan como Mottola.
- Larry D. Mann como Mr. Clemens.
- Sally Kirkland como Crystal.
- Jack Kehoe como Joe Erie.
- Robert Earl Jones como Luther Coleman.
- Dimitra Arliss como Loretta Salino.
- Joe Tornatore como el pistolero del guante negro.
- Charles Dierkop como Floyd, el guardaespaldas de Lonnegan.
- Lee Paul como un guardaespaldas de Lonnegan.
- Leonard Barr como Leonard.
- Jack Collins como Duke Boudreau.
- Avon Long como Benny Garfield.
- Arch Johnson como Combs.
- Ed Bakey como Granger.
- Brad Sullivan como Cole.
- John Quade como Riley.
- Larry D. Mann como el conductor del tren.
- Leonard Barr como el comediante.
- Paulene Myers como Alva Coleman.
- Tom Spratley como Curly Jackson.
- Kenneth O'Brien como Greer.
- Ken Sansom como el ejecutivo de la Western Union.
- Ta-Tanisha como Louise Coleman.
- William Billy Benedict como el crupier de la ruleta.
- Patricia Bratcher como la manicura.
- Robert Brubaker como Bill Clayton de Pittsburgh.
- Peter Paul Eastman como un jugador de póker.
- Kathleen Freeman como la esposa de Kid Twist.
- Susan French como la casera.
- Clarke Gordon como Mr. Lombard.
- Jack Griffin como Cabbie.
- Sid Kane como el cajero.
- Bruce Kimball como Lacey, el portero.
- Mike Lally como un apostador.
- Alexander Lockwood como el casero.
- Chuck Morrell como Chuck, agente del FBI.
- Byron Morrow como Mr. Jameson de Chicago.
- Pearl Shear como la mujer hablando en la cabina.
- Arthur Tovey como el oficial del banco.
- Guy Way como el dueño de la apuesta.

## Premios y reconocimientos

### Premios Óscar de 1973
| Año  | Categoría                 | Nominado                      | Resultado |
| ---- | ------------------------- | ----------------------------- | --------- |
| 1973 | Mejor película            |                               | Ganadora  |
| 1973 | Mejor director            | George Roy Hill               | Ganador   |
| 1973 | Mejor guion original      | David Ward                    | Ganador   |
| 1973 | Mejor dirección artística | Henry Bumstead James Payne    | Ganadores |
| 1973 | Mejor diseño de vestuario | Edith Head                    | Ganador   |
| 1973 | Mejor montaje             | William Reynolds              | Ganador   |
| 1973 | Mejor banda sonora        | Marvin Hamlisch               | Ganador   |
| 1973 | Mejor actor               | Robert Redford                | Candidato |
| 1973 | Mejor sonido              | Ronald Pierce Robert Bertrand | Nominados |
| 1973 | Mejor fotografía          | Robert Surtees                | Candidato |